# Miniopterus aelleni
Miniopterus aelleni (Goodman & al., 2009) è un pipistrello della famiglia dei Miniotteridi endemico del Madagascar e delle Isole Comore.

## Descrizione

### Dimensioni
Pipistrello di piccole dimensioni, con una lunghezza totale tra 88 e 95 mm, l'avambraccio è lungo tra i 35 e i 41 mm, la coda tra i 40 e i 45 mm, il piede tra i 5 e i 7 mm e le orecchie tra i 10 e i 12 mm. Il Miniopterus aelleni arriva ad un peso di 6,5 g.

### Aspetto
Le parti dorsali variano dal marrone al marrone scuro, con la testa talvolta più chiara, mentre le parti ventrali sono brizzolate, dovuto alla punta giallo-brunastra dei peli. La fronte è molto alta, il muso è stretto e con le narici molto piccole. Le orecchie sono corte, triangolari e con l'estremità arrotondata. Il trago è lungo, largo alla base, con una flangia laterale e che diviene affusolato e piegato in avanti verso l'estremità smussata. Le membrane alari sono marroni o marroni scure e attaccate posteriormente lungo le anche. La coda è molto lunga ed inclusa completamente nell'ampio uropatagio, il quale è cosparso di piccoli peli.

### Ecolocazione
Emette ultrasuoni a basso ciclo di lavoro con impulsi di breve durata a frequenza modulata iniziale tra 75 e 119 kHz, finale tra 46 e 50 kHz e massima energia tra 49,5 e 54,8 kHz.

## Biologia

### Comportamento
Si rifugia probabilmente all'interno di grotte calcaree.

### Alimentazione
Si nutre di insetti.

## Distribuzione e habitat
Questa specie è endemica del Madagascar settentrionale ed orientale e dell'isola di Anjouan, nelle Isole Comore.
Vive nelle foreste decidue secche fino a 1.100 metri di altitudine.

## Conservazione
Questa specie, essendo stata scoperta solo recentemente, non è stata sottoposta ancora a nessun criterio di conservazione.